# Ernst August Friedrich Klingemann
Ernst August Friedrich Klingemann (ur. 31 sierpnia 1777 w Brunszwiku, zm. 25 stycznia 1831 w Brunszwiku.) – niemiecki pisarz okresu romantyzmu. Według najnowszych badań jest on autorem sławnej powieści „Straże nocne” (niem. Nachtwachen), którą opublikował pod pseudonimem Bonaventura.

## Życiorys
Ernst August Friedrich Klingemann, syn kopisty, urodził się w 1777 roku w Brunszwiku. Dość wcześnie wykazywał zainteresowanie teatrem, którym zajmował się całe życie. Po ukończeniu Collegium Carolinum w Brunszwiku, przeniósł się w roku 1798 do Jeny, gdzie studiował prawo i filozofię. Tam słuchał wykładów Johanna Gottlieba Fichte, Friedricha Wilhelma Schellinga, Augusta Wilhelma Schlegela i zaprzyjaźnił się z Clemensem Brentano.
W 1801 roku przerwał studia i wrócił do Brunszwiku, gdzie pracował w redakcji gazety „Zeitung für die elegante Welt”. W 1810 poślubił Elise Anschütz, która była aktorką towarzystwa o nazwie „Walthersche Gesellschaft”. Sam Klingemann został tego samego roku głównym reżyserem tej kompanii. Od 1818 był dyrektorem teatru narodowego w Brunszwiku. Tam wystawił Fausta Goethego w pasującej do teatru konwencji, która miała premierę 19 stycznia 1829 roku. Również w tym samym roku przyjął on stanowisko profesora Collegium Carolinum w Brunszwiku. Rok później był już jednak ponownie dyrektorem teatru, który od roku 1826 nosił nazwę „teatru książęcego” (niem. Herzogliches Hoftheater). Klinegmann zmarł 1831 roku w Brunszwiku.

## Straże nocne
Autorstwo dzieła „Straże nocne” była wiele lat kwestią sporną. Germanistyka przypisywała książkę m.in. Clemensowi Brentano, E.T.A. Hoffmannowi, Karlowi Wetzelowi i Caroline Schlegel. Jean Paul przypuszczał w swoim tekście „Reminiszenzen und Lizenzen”, że za dziełem stał Friedrich Wilhelm Joseph von Schelling. Dzisiaj na podstawie badań Josta Schillemeitsa i Horsta Fleigsa przyjmuje się z dużym prawdopodobieństwem, że to Klingemann jest autorem książki. W 1987 roku Ruth Haag w czasopiśmie o nazwie „Euphorion” opublikował artykuł pt."Raz jeszcze: Autor Straży nocnych”, gdzie zdał relacje z osobliwego odkrycia. W zbiorach rękopisów Uniwersytetu w Amsterdamie znalazł on listę dzieł publikacji Klingemanna, w której on sam wskazuje na własne autorstwo „Straży nocnych”.

## Twórczość
Klingemann stworzył wiele powieści i dramatów, które napisane są w duchu romantyzmu i które cieszyły się dużą popularnością. Przez długi czas był on jednym z najczęściej wystawianych autorów teatralnych w Niemczech. 

### Powieści
- Wildgraf Eckard von der Wölpe (Braunschweig 1795)
- Die Ruinen im Schwarzwalde (2 tomy, Braunschweig 1798/99)
- Romano (2 Bände, Braunschweig 1800/01)
- Albano, der Lautenspieler (Leipzig 1802)
- Straże nocne (niem. Nachtwachen. Von Bonaventura) (Penig 1804)

### Dramaty
- Die Asseburg. Historisch-romantisches Gemälde (2 tomy, Braunschweig 1796/97)
- Die Maske (Braunschweig 1797)
- Selbstgefühl (Braunschweig 1800)
- Der Schweizerbund (2 tomy, Leipzig 1804/05)
- Der Lazzaroni oder Der Bettler von Neapel (Hamburg 1805)
- Heinrich von Wolfenschießen (Leipzig 1806)
- Columbus (Stuttgart/Tübingen 1808)
- Heinrich der Löwe (Stuttgart/Tübingen 1808)
- Moses. Ein dramatisches Gedicht (Helmstedt 1812)
- Faust: Tragedja w 5 aktach[1] (Faust) (Leipzig 1815)
- Don Quixote und Sancho Pansa. Dramatisches Spiel mit Gesang (Leipzig 1815)
- Deutsche Treue (Helmstedt 1816)
- Die Grube zur Dorothea (Helmstedt 1817)
- Das Kreuz im Norden (Braunschweig 1818)
- Ferdinand Cortez, lub: die Eroberung von Mexiko (Braunschweig 1818)
- Ahasver (Braunschweig 1827)
- Melpomene. Zawiera dramaty: Die Braut von Kynast i Bianca di Sepolcro (Braunschweig 1830)

W tym także komedie i farsy: 
- Fehltritt aus Schwärmerei. Komedia (Braunschweig 1797)
- Ahnenstolz. Komedia(Braunschweig 1795)
- Freimütigkeiten. Ein...blöder Mitbewerber um den vom Herrn v. Kotzebue ausgesetzten Preis für das beste Lustspiel (Lüneburg 1804)
- Schill oder das Declamatorium in Krähwinkel. Farsa(Helmstedt 1812)
- Die Witwe von Ephesus. Komedia (Wien 1818)

### Pisma teorii literatury i sztuki (wybór)
- Memnon. Eine Zeitschrift (Leipzig 1800)
- Was für Grundsätze müssen eine Theaterdirektion bei der Auswahl der aufzuführenden Stücke leiten? (Leipzig 1802)
- Über Schillers Tragödie: Die Jungfrau von Orleans (Leipzig 1802)
- Über die romantische Tragödie (Stuttgart/Tübingen 1808)
- Vorlesungen für Schauspieler (Helmstedt 1818)
- Über den Geist der tragischen Kunst (Stuttgart/Tübingen 1820)
- Kunst und Natur. Blätter aus meinem Reisetagebuche (3 tomy, Braunschweig 1819, 1821, 1828)
- Allgemeiner deutscher Theater-Almanach 1822 (Braunschweig 1822)

## Literatura

### Monografie
- Lothar Baus: Goethes „Schattenehe“ mit Charlotte von Stein. Die wirklichen Eltern des romantischen Dichters und Theaterdirektors August Klingemann (1777-1831). Asclepius-Edition, Homburg/Saar 2001, ISBN 3-935288-06-9.
- Hugo Burath: August Klingemann und die deutsche Romantik. Verlag Vieweg, Braunschweig 1948.
- Horst Fleig: Literarischer Vampirismus. Klingemanns »Nachtwachen von Bonaventura«. Niemeyer, Tübingen 1985, ISBN 3-484-18083-8.
- Jost Schillemeit: Bonaventura, der Verfasser der »Nachtwachen«. Beck, München 1973, ISBN 3-406-04972-9
- Jost Schillemeit (Hrsg.): Nachtwachen von Bonaventura. Insel-Verlag, Frankfurt/M. 1991, ISBN 3-458-31789-9.

### Artykuły
- Manfred Engel: Auf der Suche nach dem Positiven. Die Kritik an Subjektivismus und romantischer Romanform in Klingemanns „Nachtwachen“ und Immermanns „Münchhausen“. In: Günter Blamberger u.a. (Hrsg.): Studien zur Literatur des Frührealismus. Lang, Frankfurt/M. 1991, ISBN 3-631-43270-4, S. 17-44.
- Horst Fleig: Zersprungene Identität. Klingemann - Nachtwachen von Bonaventura (1973). Das Typoskript erschien 1974 als Beigabe zu: Horst Fleig: Sich versagendes Erzählen (Fontane) (Göppinger Beiträge zur Germanistik; Bd. 145). Kümmerle Verlag, Göppingen 1974
- Ruth Haag: Noch einmal. Der Verfasser der „Nachtwachen von Bonaventura“, 1804. In: Euphorion, Bd. 81 (1987)
- Jürgen Peters: August Klingemann, „Tanzt nur wieder fort, ihr Larven“. In: Ders.: Von Dichterfürsten und anderen Poeten. Kleine niedersächsische Literaturgeschichte, Bd. 1. Revonnah-Verlag, Hannover 1993, ISBN 3-927717-29-8, S. 211-217.